# Kilingi-Nõmme
Kilingi-Nõmme è una città dell'Estonia meridionale, nella contea di Pärnumaa, capoluogo del comune rurale di Saarde. Amministrativamente, non esistono distinzioni tra la città e il suo contado.